# 皮埃爾敘羅特山軍用無線電台
皮埃爾敘羅特山軍用無線電台（法語：Station hertzienne militaire de Pierre-sur-Haute）是一個30公頃（0.3平方公里）的法國軍用無線通信電台，地點位於索万和若布間的皮埃爾敘羅特山。該處亦建有一個屬於法國電信公司TDF的民用無線電轉播台。

## 歷史
1913年，法國軍方在電台現址建設了一個沙普氏擺臂式信號機，當時是一座小石屋，在屋上豎立了信號機。
1962年冷戰期間，北約要求法國軍方建造一個電台，作為ACE High通訊網絡的82個電台之一，代號FLYZ。這個電台是為南面的Lachens電台（代號FNIZ）和北面的Mont-Août電台（代號FAOZ）間作轉播，有4個10kW的發訊機和16個收訊機。1974年電台的管理由法國陸軍轉移至法國空軍，因此在1981年至1987年間，電台進行全面翻新。1988年北約開始將ACE High退役。1991年電台以兩座天線塔取代原來的大型碟型天線。
2009年，一個S模式的二次雷達開始運作，用作航空交通管制。

## 職責
皮埃爾敘羅特山電台為法國空軍管轄，隸屬於距電台80公里的里昂－凡爾登山第942空軍基地。這個電台是法國南北軸向的四個電台之一，和其他三個位於拉科讷、昂里什蒙及羅什福爾第721空軍基地的電台有持續通訊。這個電台負責轉播軍隊內部通訊，以傳遞作戰部隊的指令為主。因此法國若發動核威懾攻擊，攻擊指令可能由這個電台轉播。
自1994年6月1日法國空軍監察、資訊、通訊系統司令部（法語：Commandement air des systèmes de surveillance d'information et de communications，簡稱CASSIC）成立開始，電台即隸於其下；後自2006年1月1日起，電台隸於法國資訊系統及基礎設施網絡三軍聯合指揮部，簡稱DIRISI）及其於勒克雷姆兰-比塞特尔的中央指揮部。
電台由一名少校管理，二十多人輪班維持電台運作及防護，包括電機技師、廚師、機械技師。

## 設施
電台設施範圍由金屬和木構成的高圍欄包圍。軍方人員和職員經由直升機場或4公里長的道路進入電台。道路禁止平民使用。當積雪逾兩米時，道路不能通行，此時須由有履帶的交通工具經山脊上可行的路進入，沿路豎有標誌以作引領，積雪很厚時依然可見。

### 地面設施
兩座約30米高的混凝土塔，自1991年開始負責收發無線電。兩座塔的功能完全相同，第二座塔作後備，在第一座塔有故障時使用。這兩座塔設計成可以抵禦核爆。
有數棟建築物用作停車場和居室，設有廚房、食堂、臥室。建築物間有大約400米的隧道相連，以避免冬天在數米厚的雪地上行走。

### 地底設施
電台最重要的設施位於地底，用作處理訊號：訊號以2Mb/s速度從無線電塔接收，經分析後再轉播至適當的地方。
地底設施列入「高防護設施」級別，有抵禦生化核武的防護。設施由鋼筋混凝土包裹，並有法拉第籠抵禦電磁脈衝。房間是正壓房，有數間無塵室。有自設的水電供應及空氣調節。

## 軍事機密
法國國內情報總局指法語維基百科的這一條目涉及軍事機密，多次要求維基媒體基金會把此條目刪除。2013年4月4日法國警察命令法語維基百科管理員雷米·马蒂斯刪除该条目，稱該條目違反《法國刑法》第413-11條「危害國防機密法」。一名法語維基管理員援引第413-9條，指「要求刪除機密資訊，而不出示該資訊屬於機密的證明，這行為令人不解」。之后，一名瑞士管理员将其恢复。
作為爭議的結果，這條目曾短暫地成為法語維基百科最多人閱讀的條目，在2013年4月6日至7日的周末期間，該條目有超過120,000的閱覽數，且現在已有人將這條目給翻譯成多種語言；換句話說，法國軍方的作法欲蓋彌彰。
此外，有鑑於雷米·马蒂斯在這項爭議中所扮演的角色，吉米·威爾斯在2013年的維基媒體國際會議上，提名马蒂斯为2013年的年度維基人。